# Scufița Roșie
Scufița Roșie este un basm din folclorul european despre o tânără fată și un lup mare și rău. Povestea are mai multe variante. A fost culeasă de folcloristul Charles Perrault (cu denumirea Le Petit Chaperon Rouge) și de Frații Grimm (Rotkäppchen). Povestea are numărul 333 în sistemul de clasificare Aarne-Thompson a poveștilor.

## Poveste

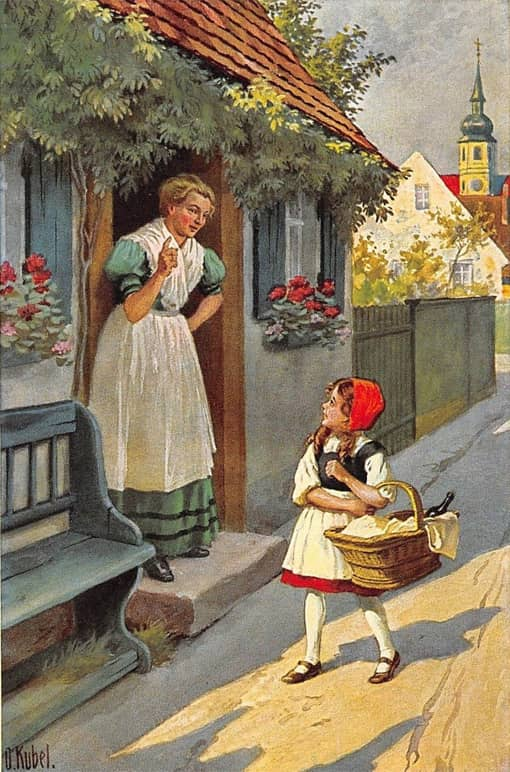
Ilustrație de Otto Kubel, circa 1930.

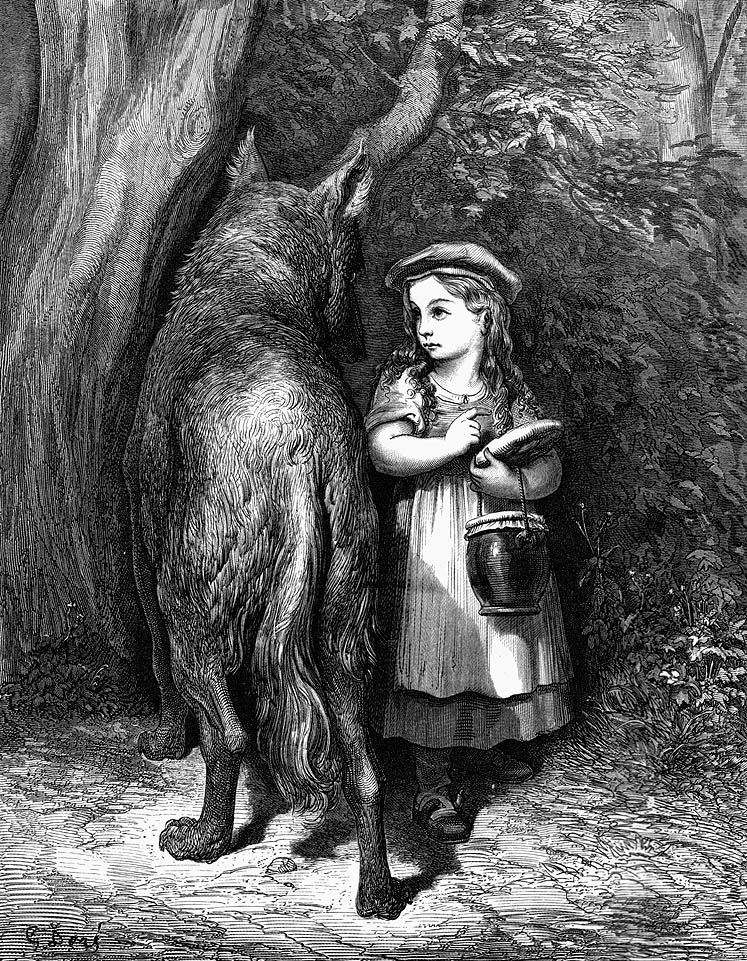
Scufița Roșie și Lupul.
Imagine de Gustave Doré</br>

Scufița Roșie este o fetiță care este trimisă de mama ei cu merinde aflate într-un coșuleț la bunica ei care are casa în pădure. Copila pierde noțiunea timpului și, tot culegând flori, se abate din drum. În pădure se întâlnește cu Lupul, personaj negativ, care, ademenit de mirosul încântător al bucatelor din coșul fetei, o urmărește până la casa bunicii. Ajuns înaintea Scufiței, Lupul o mănâncă pe bunică și se îmbracă cu hainele ei, așezându-se în pat. Scufița ajunge la căsuța cu pricina și bate la ușă. Lupul își preface vocea și o poftește înăuntru. După o serie de întrebări prin care fata dorește să se convingă că cea din pat este chiar bunica ei, se lasă ademenită, iar Lupul o înghite și pe ea. 
Aici se termină povestea lui Charles Perrault. Urmează o morală (în versuri) în care fetele tinere primesc sfaturi despre cum ar trebui să învețe să distingă „lupii răi” din societate. 
În versiunea fraților Grimm morala lipsește, iar poveștii i se adaugă un happy-end în care un vânător aflat întâmplător în apropiere, auzind sforăiturile Lupului, intră în casa bunicii. El își dă seama imediat de cele petrecute și ia o foarfecă mare și taie burta Lupului ca să le scape pe cele două nefericite, Scufița și bunica ei, care abia mai respirau în burta animalului și umple burta lupului cu pietre. Fericiți, iau masa împreună și se înfruptă din bucatele aduse de Scufița Roșie.

## Interpretări
În afară de atenționarea evidentă cu privire la discuțiile cu străinii, există numeroase interpretări ale basmului clasic, multe dintre ele având o tentă sexuală.

### Ciclul natural
Folcloriștii și antropologii culturali, cum ar fi P. Saintyves și Edward Burnett Tylor, au văzut „Scufița Roșie” în termenii miturilor solare și a altor cicluri care apar în mod natural. Gluga ei roșie ar putea reprezenta soarele strălucitor care este înghițit în cele din urmă de noaptea teribilă (lupul), iar variantele în care este tăiată din burta lupului reprezintă zorii. În această interpretare, există o legătură între lupul din această poveste și Sköll, lupul din mitologia nordică care va înghiți Soarele personificat la Ragnarök, sau Fenrir. Alternativ, povestea ar putea fi despre anotimpul primăverii sau despre luna mai, ilustrând scăparea din iarnă.

### Rit
Povestea a fost interpretată ca un rit al pubertății, având o origine preistorică (uneori o origine care provine dintr-o epocă matriarhală anterioară). Fata, plecând de acasă, intră într-o stare liminară și, trecând prin actele poveștii, se transformă în femeie adultă prin actul ieșirii din stomacul lupului.

### Conotații erotice
O analiză sexuală a poveștii poate include, de asemenea, conotații negative în ceea ce privește violul sau răpirea. În lucrarea Against Our Will, Susan Brownmiller descrie basmul ca fiind o ilustrare a violului. Multe relatări revizioniste se concentrează pe împuternicire și o înfățișează pe Scufița Roșie sau pe bunica apărându-se cu succes împotriva lupului.
Astfel de povestiri prezintă o oarecare asemănare cu poveștile „mirelui animal”, cum ar fi Frumoasa și Bestia sau Prințul broscoi, dar în timp ce eroinele din acele povești îl transformă pe erou în prinț, Scufița Roșie îi dezvăluie fetei că are o natură sălbatică precum cea a eroului. Aceste interpretări refuză să o caracterizeze pe Scufița Roșie ca fiind o victimă; sunt povești de împuternicire feminină.
Rolul de gen variază în funcție de nivelul profesional și de genul artistului care ilustrează aceste personaje. În general, artiștii profesioniști nu implică o intenție sexuală între personaje și produc ilustrații potrivite pentru familii.